# Stanislaw Salamowitsch Tschertschessow
Stanislaw Salamowitsch Tschertschessow (russisch Станислав Саламович Черчесов, englisch Stanislav Salamovich Cherchesov; ossetisch Черчесты Саламы фырт Станислав / Čerčesty Salamy fyrt Stanislav; * 2. September 1963 in Alagir, Nordossetische ASSR, Russische SFSR, Sowjetunion) ist ein russischer Fußballtrainer und ehemaliger Fußballnationaltorhüter der Sowjetunion, der Gemeinschaft Unabhängiger Staaten und Russlands. Seit 2024 ist er Teamchef der Kasachische Fußballnationalmannschaft.

## Sportliche Laufbahn

### Vereinskarriere
Seine Karriere begann in der 2. sowjetischen Liga bei Spartak Ordschonikidse. Bei Spartak Moskau und Lokomotive Moskau reifte der Schlussmann Ende der 1980er-Jahre zum Nationalspieler, bevor er 1990 in der Sbornaja debütierte.
In der deutschen Fußball-Bundesliga war er von 1993 bis 1995 Stammtorhüter mit 57 Einsätzen bei Dynamo Dresden. Nach dem Zwangsabstieg der Sachsen und einem kurzen Intermezzo bei seinem alten Verein Spartak Moskau wechselte er 1996 nach Österreich zum FC Tirol Innsbruck. Sowohl in Dresden als auch in Tirol galt er als Publikumsliebling. 2002 unterschrieb Tschertschessow erneut einen Vertrag bei Spartak Moskau, um in der Heimat die aktive Laufbahn ausklingen zu lassen.

### Auswahleinsätze
Im Sommer 2002 nahm er als dritter Torwart der russischen Nationalmannschaft an der WM 2002 in Japan und Südkorea teil, ohne jedoch zum Einsatz zu kommen. Insgesamt stand er für die UdSSR, die GUS und Russland von 1990 bis 2000 in 50 Spielen zwischen den Pfosten.

## Trainerlaufbahn
In der Saison 2003/04 trat er seine erste Trainerstation in Österreich, beim FC Kufstein an. In den darauffolgenden zwei Jahren saß er auf der Trainerbank des FC Wacker Tirol. Im Sommer 2006 unterzeichnete er einen Kontrakt als Teammanager bei Spartak Moskau.
Von Dezember 2010 bis 2011 war Tschertschessow Cheftrainer des FK Schemtschuschina Sotschi. Am 27. September 2011 wurde er als neuer Trainer von Terek Grosny vorgestellt. 2013 wurde er in Grosny entlassen und als neuer Trainer von Amkar Perm vorgestellt. Im April 2014 wechselte er als Nachfolger von Dan Petrescu zum Ligakonkurrenten FK Dynamo Moskau.
Von Oktober 2015 bis Juli 2016 war er Trainer des polnischen Fußballvereins KP Legia Warschau. Im Juli 2016 wurde Tschertschessow russischer Nationaltrainer. Am 31. August 2016 absolvierte die Nationalmannschaft das erste Spiel unter seiner Leitung. Das Freundschaftsspiel gegen die Türkei endete 0:0. Bei der Heim-WM 2018 kam die Sbornaja unter ihm bis ins Viertelfinale. Bei der Fußball-Europameisterschaft 2021 kam er mit dem Kader Russlands nicht über die Gruppenphase hinaus. Am 8. Juli 2021 löste der russische Fußballverband den Vertrag auf und trennte sich nach dem frühen Aus bei der EM von Tschertschessow.

## Persönliches
Tschertschessow wurde in der Nordossetischen ASSR geboren und ist auch ethnisch ein Ossete.
Tschertschessow ist verheiratet und Vater zweier Kinder. Er spricht fließend Deutsch. Sein Sohn Stanislaw (* 1994) wurde ebenfalls Fußballspieler.
Tschertschessow wurde 2019 mit dem Sankt Georgs Orden des Dresdner Semperopernballes ausgezeichnet.

## Erfolge
- als Spieler
  - Sowjetischer Meister: 1987, 1989
  - Russischer Meister: 1992
  - Sowjetischer Pokalsieger: 1992
  - Österreichischer Meister: 2000, 2001, 2002

- als Trainer
  - Polnischer Meister: 2016
  - Einzug ins WM-Viertelfinale: 2018
  - Ungarischer Meister: 2022
  - Ungarischer Pokalsieger: 2022